# Ise göl
Ise göl är en sjö i Värnamo kommun i Småland och ingår i Lagans huvudavrinningsområde.